# 名越稔洋
名越 稔洋（なごし としひろ、1965年6月17日 - ）は、日本のゲームクリエイター。セガ所属を経て、株式会社名越スタジオ代表取締役社長。

## 略歴
山口県下関市出身。東京造形大学映画学科卒業後、1989年にセガへ入社。AM2研の鈴木裕が手掛ける『G-LOC』や『バーチャレーシング』、『バーチャファイター』などの作品にCGデザイナーとして参加する。
1994年発売のドライブゲーム『デイトナUSA』を初プロデュース作品として、ディレクターとしてゲーム制作を手掛ける立場に回る。1998年にAM11研部長就任、2000年7月1日にはセガ開発チームの分社化・子会社化に伴い設立された株式会社アミューズメントヴィジョンの代表取締役に就任。2004年7月1日に同社がセガに再統合されるに伴い、セガR&Dクリエイティブオフィサーを肩書きとした。
2011年8月31日にセガ第一CS研究開発部内に制作チーム「龍が如くスタジオ」を設立。セガ取締役CCO（Chief Creative Officer）開発統括本部長、セガの子会社である株式会社インデックス（後の株式会社アトラス）取締役を経て、2015年4月1日に実施されたセガグループ再編に伴い、株式会社セガゲームス取締役兼開発統括本部統括本部長並びに株式会社セガ・インタラクティブ取締役CPO兼開発生産統括本部統括本部長に就任し、セガゲームス並びにセガ・インタラクティブの研究開発部門を統括していた。
2020年4月1日にセガゲームスとセガ・インタラクティブの再統合に伴い、取締役CCO。2021年4月1日、役員を退きクリエイティブ・ディレクターへ異動。
2021年10月8日、セガを退職するとともに「龍が如くスタジオ」の制作指揮からも退いたことを公表。
2022年1月24日、自らが代表を務める新会社・名越スタジオを設立したことを公表。
クリエイターとしては、大型の筐体を用いた「体感ゲーム」の制作のほか、セガがサードパーティー体制に移行した際にもいち早く積極的な動きを見せ、各社とのコラボレーションなどを行い、また自身が深く関わった家庭用作品『龍が如く』シリーズが国内を中心に全世界で1,400万本以上の出荷本数を達成、『モンキーボール』シリーズが全世界出荷400万本を突破する。

## 関連作品

### アーケード作品
- G-LOC: AIR BATTLE（1990年4月、背景グラフィック）
- バーチャレーシング（1992年8月、チーフデザイナー）
- バーニングライバル（1993年7月、ジャクソン声優）
- デイトナUSA（1994年4月、プロデューサー、ディレクター、チーフデザイナー）
- バーチャファイター2（1994年11月、ステージデザイナー）
- バーチャファイター3（1996年9月、キャラクターモデリングディレクション、スーパーバイザー）
- スカッドレース（1996年、プロデューサー、ディレクター）
- スカッドレース plus（1997年、プロデューサー、ディレクター）
- バーチャファイター3tb（1997年9月、キャラクターモデリングディレクション、スーパーバイザー）
- デイトナUSA2 BATTLE ON THE EDGE（1998年7月、プロデューサー）
- スパイクアウト（1998年、プロデューサー、ディレクター、チーフデザイナー、スクロールデザイナー）
- スパイクアウト ファイナルエディショント（1999年、プロデューサー、ディレクター、チーフデザイナー、スクロールデザイナー）
- SLASH OUT（2000年、プロデューサー）
- プラネットハリアーズ（2000年、プロデューサー、ディレクター）
- モンキーボール（2001年、プロデューサー、ディレクター）
- F-ZERO AX（2003年、プロデューサー）

### コンシューマ作品
- デイトナUSA サーキットエディション（1997年1月24日、セガサターン、アドバイザー）
- シェンムー 一章 横須賀（1999年12月29日、ドリームキャスト、スーパーバイザー）
- レンタヒーローNO.1（2000年5月25日、ドリームキャスト、アドバイザー）
- デイトナUSA 2001（2000年12月21日、ドリームキャスト、マネージメントスタッフ）
- スーパーモンキーボール（2001年9月14日、ニンテンドー ゲームキューブ、プロデューサー、ディレクター）
- ファンタシースターオンライン エピソード1&2（2002年9月12日、ニンテンドー ゲームキューブ、エグゼクティブマネージメント）
- スーパーモンキーボール2（2002年11月21日、ニンテンドー ゲームキューブ、プロデューサー、ディレクター）
- F-ZERO GX（2003年7月25日、ニンテンドー ゲームキューブ、プロデューサー）
- ジャイアントエッグ ～ビリー・ハッチャーの大冒険～（2003年10月9日、ニンテンドー ゲームキューブ、エグゼクティブマネージメント）
- ファンタシースターオンライン エピソード3 カードレボリューション（2003年11月27日、ニンテンドー ゲームキューブ、エグゼクティブマネージメント）
- ソニックバトル（2003年12月4日、ゲームボーイアドバンス、エグゼクティブマネージメント）
- ソニックアドバンス3（2004年6月17日、ゲームボーイアドバンス、デベロップメントディビジョン）
- シャイニングフォース 黒き竜の復活（2004年8月5日、ゲームボーイアドバンス、エグゼクティブプロデューサー）
- スーパーモンキーボール デラックス（2005年3月24日、PlayStation 2・Xbox、プロデューサー、ディレクター）
- スパイクアウト バトルストリート（2005年3月24日、Xbox、プロデューサー）
- スーパーモンキーボールDS（2005年12月1日、ニンテンドーDS、プロデューサー、ディレクター）
- 龍が如く（2005年12月1日、PlayStation 2、プロデューサー、ゼネラルスーパーバイザー）
- ソニックライダーズ（デベロップメントサポート）
- スーパーモンキーボール ウキウキパーティー大集合（2006年12月2日、Wii、プロデューサー、ディレクター）
- 龍が如く2（2006年12月7日、PlayStation 2、オリジナルコンセプト、ゼネラルプロデューサー）
- ナイツ 〜星降る夜の物語〜（2007年12月13日、Wii、チーフプロデューサー）
- 龍が如く 見参!（2008年3月6日、PlayStation 3、総合監督）
- ファンタシースターポータブル（チーフプロデューサー）
- ファンタシースターZERO（チーフプロデューサー）
- ザ・ハウス・オブ・ザ・デッド 2&3 リターン（2008年3月19日、Wii、チーフプロデューサー）
- サンダーフォースVI（2008年10月30日、PlayStation 2、チーフプロデューサー）
- ブレイザードライブ（2008年12月4日、ニンテンドーDS、チーフプロデューサー）
- ソニックワールドアドベンチャー（チーフプロデューサー）
- 珍道中!!ポールの大冒険（2009年2月3日、Wiiウェア、チーフプロデューサー）
- 龍が如く3（2009年2月26日、PlayStation 3、企画・原案、総合監督）
- セブンスドラゴン（2009年3月5日、ニンテンドーDS、チーフプロデューサー）
- ベヨネッタ（2009年10月29日、Xbox 360・PlayStation 3、チーフプロデューサー）
- ソニックと暗黒の騎士（2009年3月12日、Wii、チーフプロデューサー）
- 涼宮ハルヒの並列（2009年3月26日、Wii、チーフプロデューサー）
- 涼宮ハルヒの直列（2009年5月28日、ニンテンドーDS、チーフプロデューサー）
- 初音ミク -Project DIVA-（2009年7月2日、PlayStation Portable、チーフプロデューサー）
- 珍スポーツ（2009年10月29日、wii、チーフプロデューサー）
- マリオ&ソニック AT バンクーバーオリンピック（2009年11月5日、ニンテンドーDS・Wii、チーフプロデューサー）
- J.LEAGUE プロサッカークラブをつくろう!6 Pride of J（2009年11月12日、PlayStation Portable、チーフプロデューサー）
- ぷよぷよ7（2009年、チーフプロデューサー）
- ファンタシースターポータブル2（2009年12月3日、PlayStation Portable、チーフプロデューサー）
- エンド オブ エタニティ（2010年1月28日、PlayStation 3・Xbox 360、チーフプロデューサー）
- 戦場のヴァルキュリア2（2010年1月21日、PlayStation Portable、チーフプロデューサー）
- ソニック&セガ オールスターズ レーシング（2010年2月23日、クリエイティブオフィサー）
- スーパーモンキーボール アスレチック（2010年2月25日、Wii、チーフプロデューサー）
- 龍が如く4 伝説を継ぐもの（2010年3月18日、PlayStation 3、総合監督）
- クロヒョウ 龍が如く新章（2010年3月22日、PlayStation Portable、総合監督、イベントムービーシナリオ）
- 初音ミク -Project DIVA- 2nd（2010年7月29日、PlayStation Portable、チーフプロデューサー）
- サカつくDS ワールドチャレンジ2010（2010年5月27日、ニンテンドーDS、チーフプロデューサー）
- けいおん! 放課後ライブ!!（2010年9月30日、PlayStation Portable、チーフプロデューサー）
- ソニック・ザ・ヘッジホッグ4（2010年、チーフプロデューサー）
- VANQUISH（2010年10月21日、Xbox 360・PlayStation 3、チーフプロデューサー）
- ソニック フリーライダーズ（2010年11月4日、Xbox 360 Kinect、チーフプロデューサー）
- ソニック カラーズ（2010年11月4日、Wii・ニンテンドーDS、チーフプロデューサー）
- 戦場のヴァルキュリア3（2011年1月27日、PlayStation Portable、チーフプロデューサー）
- スーパーモンキーボール 3D（2011年3月3日、ニンテンドー3DS、チーフプロデューサー）
- 龍が如く OF THE END（2011年6月9日、PlayStation 3、総合監督）
- ライズ オブ ナイトメア（2011年9月8日、Xbox 360 Kinect、チーフプロデューサー）
- セブンスドラゴン2020（2011年11月23日、PlayStation Portable、チーフプロデューサー）
- ソニック ジェネレーションズ（チーフプロデューサー）
- クロヒョウ2 龍が如く 阿修羅編（総合監督、ムービーシナリオ）
- 龍が如く5 夢、叶えし者（2012年12月5日、PlayStation 3、総合監督）
- ぷよぷよ!!（2011年12月15日、PlayStation Portable、チーフプロデューサー）
- Jリーグ プロサッカークラブをつくろう!7 EURO PLUS（クリエイティブマネージャー）
- リズム怪盗R 皇帝ナポレオンの遺産（2012年1月19日、ニンテンドー3DS、チーフプロデューサー）
- ファンタシースターオンライン2（エグゼクティブスーパーバイザー）
- マックス アナーキー（チーフプロデューサー）
- 龍が如く1&2 HD EDITION、（総合監督）
- マリオ&ソニック AT ロンドンオリンピック（チーフプロデューサー）
- スーパーモンキーボール2：さくらエディション（R&Dクリエイティブオフィサー）
- セブンスドラゴン2020-II（2013年4月18日、PlayStation Portable、エグゼクティブプロデューサー）
- 3D ソニック・ザ・ヘッジホッグ（2013年5月15日、ニンテンドー3DS、エグゼクティブプロデューサー）
- 初音ミク -Project DIVA- F（エグゼクティブプロデューサー）
- 初音ミク -Project DIVA- F 2nd （エグゼクティブプロデューサー）
- ソニック ロストワールド（チーフプロデューサー）
- マリオ&ソニック AT ソチオリンピック（エグゼクティブスーパーバイザー）
- ぷよぷよテトリス（チーフプロデューサー）
- 3D アウトラン（エグゼクティブプロデューサー）
- 3D ファンタジーゾーンⅡダブル（エグゼクティブプロデューサー）
- うた組み575（チーフプロデューサー）
- 電撃文庫 FIGHTING CLIMAX（エグゼクティブプロデューサー）
- ソニックトゥーン アイランドアドベンチャー（チーフプロデューサー）
- ソニックトゥーン 太古の秘宝（チーフプロデューサー）
- 3D ベア･ナックルⅡ 死闘への鎮魂歌（エグゼクティブプロデューサー）
- 3D ガンスターヒーローズ（エグゼクティブプロデューサー）
- 龍が如く0 誓いの場所（総合監督）
- Tembo The Badass Elephant（エグゼクティブプロデューサー）
- 初音ミク Project mirai でらっくす（エグゼクティブスーパーバイザー）
- 3D ソニック･ザ･ヘッジホッグ2（エグゼクティブプロデューサー）
- ソニックトゥーン ファイアー＆アイス（チーフプロデューサー）
- 龍が如く 極（総合監督）
- 龍が如く6 命の詩。（総合監督）
- 龍が如く7 光と闇の行方（総合監督）
- ぷよぷよクロニクル（チーフプロデューサー）
- ソニックマニア（エグゼクティブプロデューサー）
- ソニック フォース（エグゼクティブプロデューサー）
- 龍が如く 極2（総合監督）
- 龍が如く ONLINE（総合監督）
- 戦場のヴァルキュリア リマスター（エグゼクティブプロデューサー）
- 蒼き革命のヴァルキュリア（エグゼクティブプロデューサー）
- SEGA AGES アウトラン（エグゼクティブプロデューサー）
- SEGA AGES アレックスキッドのミラクルワールド（エグゼクティブプロデューサー）
- SEGA AGES ぷよぷよ（エグゼクティブプロデューサー）
- SEGA AGES バーチャレーシング（エグゼクティブプロデューサー）
- SEGA AGES ワンダーボーイ モンスターランド（エグゼクティブプロデューサー）
- ぷよぷよeスポーツ（エグゼクティブプロデューサー）
- シャイニング・レゾナンス リフレイン（エグゼクティブプロデューサー）
- 戦場のヴァルキュリア4（エグゼクティブプロデューサー）
- SEGA AGES コラムスⅡ（エグゼクティブプロデューサー）
- SEGA AGES ソニック・ザ・ヘッジホッグ2（エグゼクティブプロデューサー）
- ぷよぷよテトリス2（エグゼクティブプロデューサー）
- バーチャファイター eスポーツ（クリエイティブディレクター）
- バイナリー ドメイン
- ヒーローバンク
- 北斗が如く（総合監督）
- マリオ&ソニック AT 東京2020オリンピック（エグゼクティブプロデューサー）
- チームソニックレーシング（エグゼクティブプロデューサー）
- たべごろ!スーパーモンキーボール（エグゼクティブマネージメント）
- JUDGE EYES:死神の遺言（総合監督）
- 新サクラ大戦[13]（エグゼクティブプロデューサー）
- LOST JUDGMENT:裁かれざる記憶（総合監督）
- たべごろ！スーパーモンキーボール 1＆2リメイク（エグゼクティブマネージメント）

### アニメ作品
- けものフレンズ2
- えんどろ〜!（製作プロデューサー）

## 著作
- 名越武芸帖 - マイクロデザイン社「ゲーム批評」誌上コラムの単行本

## メディア出演

### 映画
- ゲームセンターCX THE MOVIE 1986 マイティボンジャック（2014年2月22日公開、シンカ/ハピネット配給） - 安倍先輩の父 役

### ラジオ
- 名越スタジオ presents Future Lounge（2022年3月3日 - 、TOKYO FM） - 菊地亜美と共演

## 備考
- 大学卒業後は映画業界への就職を目指していたが、当時は日本映画界が不振で映画業界の就職先が全くなく、「クリエイティブな仕事がしたい」との一心でセガに入社した。入社当初、コンピュータは未経験でかつゲーム用語が全くと言っていいほど理解できず、ゲームの表現手法が3DCGが主流になる前には何度も退社を考えていたが、『バーチャレーシング』発売と同時期に、ゲームの表現手法が名越が大学で学んだ映像の知識が生かせる3DCGが主流となったことから、セガに残留することを決意したという[6]。
- 映画『龍が如く 劇場版』や、テレビドラマ『クロヒョウ 龍が如く新章』、『クロヒョウ2 龍が如く 阿修羅編』にカメオ出演している。また、湘南乃風の「バブル」のMVにゲスト出演している。
- ゲームクリエイターらしからぬ風貌で、褐色の肌に、センター街を闊歩する若者のようなファッションをしている[14]。その風体は、『龍が如く』の取材で実際に夜の歓楽街を見て周り、その時出来た呑み仲間に影響を受けた。『龍が如く 見参!』の発表会に着流しで登場、また「日焼けサロンは週に1度」[15]は行く等の発言をしている。しかし、中裕司によれば、中がセガにいた時代はよく銀座に飲みに行っていたがあるところから歌舞伎町に移ったと発言している[16]。酒類の中では焼酎が好み[17]。
- 一時期iMacを使用しており、『ドキばぐ』で知り合った柴田亜美が購入したiMacを取り付けた事がある[18]。
- 2020年7月28日配信のウェブ番組『セガなま』の「名越が生で訊く!」というコーナーにて『ぷよぷよ』のeスポーツ化について取り扱った際、ぷよぷよプレイヤーに対して「チーズ牛丼食ってそうな感じ」とコメント。セガのYouTube公式チャンネルは、不快に感じる表現があったとして謝罪し、同日配信のアーカイブを削除。29日に該当部分を削除した動画を再投稿[19][20][21]し、翌月の番組の冒頭で名越本人も謝罪した[22]。